# 136825 Slawitschek
136825 Slawitschek è un asteroide della fascia principale. Scoperto nel 1997, presenta un'orbita caratterizzata da un semiasse maggiore pari a 2,5971474 au e da un'eccentricità di 0,2581339, inclinata di 4,78961° rispetto all'eclittica.